# Anatoli Yablunovski
Anatoli Vladímirovich Yablunovski –em russo, Анатолий Владимирович Яблуновский– (Odesa, 23 de outubro de 1949) é um desportista soviético que competiu em ciclismo na modalidade de pista, especialista nas provas de velocidade individual e tándem.
Ganhou três medalhas no Campeonato Mundial de Ciclismo em Pista entre os anos 1973 e 1976.

## Medalheiro internacional
| Campeonato Mundial | Campeonato Mundial           | Campeonato Mundial | Campeonato Mundial        |
| Ano                | Lugar                        | Medalha            | Competição                |
| ------------------ | ---------------------------- | ------------------ | ------------------------- |
| 1973               | San Sebastián ( Espanha)     | Medalha de prata   | Velocidade individual (A) |
| 1975               | Rocourt ( Bélgica)           | Medalha de bronze  | Tándem (A)                |
| 1976               | Monteroni di Lecce ( Itália) | Medalha de bronze  | Tándem (A)                |